# Tân Lập, Đầm Hà
Tân Lập là một xã thuộc huyện Đầm Hà, tỉnh Quảng Ninh, Việt Nam.
Xã Tân Lập có diện tích 31,87 km², dân số năm 2006 là 3345 người, mật độ dân số đạt 105 người/km².